# Cysteodemus wislizeni
Cysteodemus wislizeni is een keversoort uit de familie van oliekevers (Meloidae). De wetenschappelijke naam van de soort is voor het eerst geldig gepubliceerd in 1851 door LeConte.